# Theda Bara
Theda Bara (właśc. Theodosia Burr Goodman; ur. 29 lipca 1885 w Cincinnati, zm. 7 kwietnia 1955 w Los Angeles) – amerykańska aktorka filmowa i teatralna, uznawana za jedną z największych gwiazd epoki filmu niemego oraz jeden z pierwszych symboli seksu w historii kina. Odtwarzała głównie typ bohaterki femme fatale, przez co zyskała przydomek „wampa” (skrót od wampira, w tym przypadku oznaczający uwodzicielską kobietę). W późniejszych latach podsyciło to rosnącą popularność ról „wampirzyc” opartych na egzotyce i dominacji seksualnej.
Według promocyjnych twierdzeń jej pseudonim sceniczny był anagramem Arab death (ang. arabska śmierć), w rzeczywistości imię było używanym w jej rodzinie zdrobnieniem imienia Theodosia, a nazwisko było skróconą wersją nazwiska jej babki, Baranger.

## Wybrana filmografia
- 1915: Carmen
- 1916: Romeo i Julia
- 1917: Kleopatra
- 1918: Salome

## Galeria zdjęć

Theda Bara (ok. 1910)
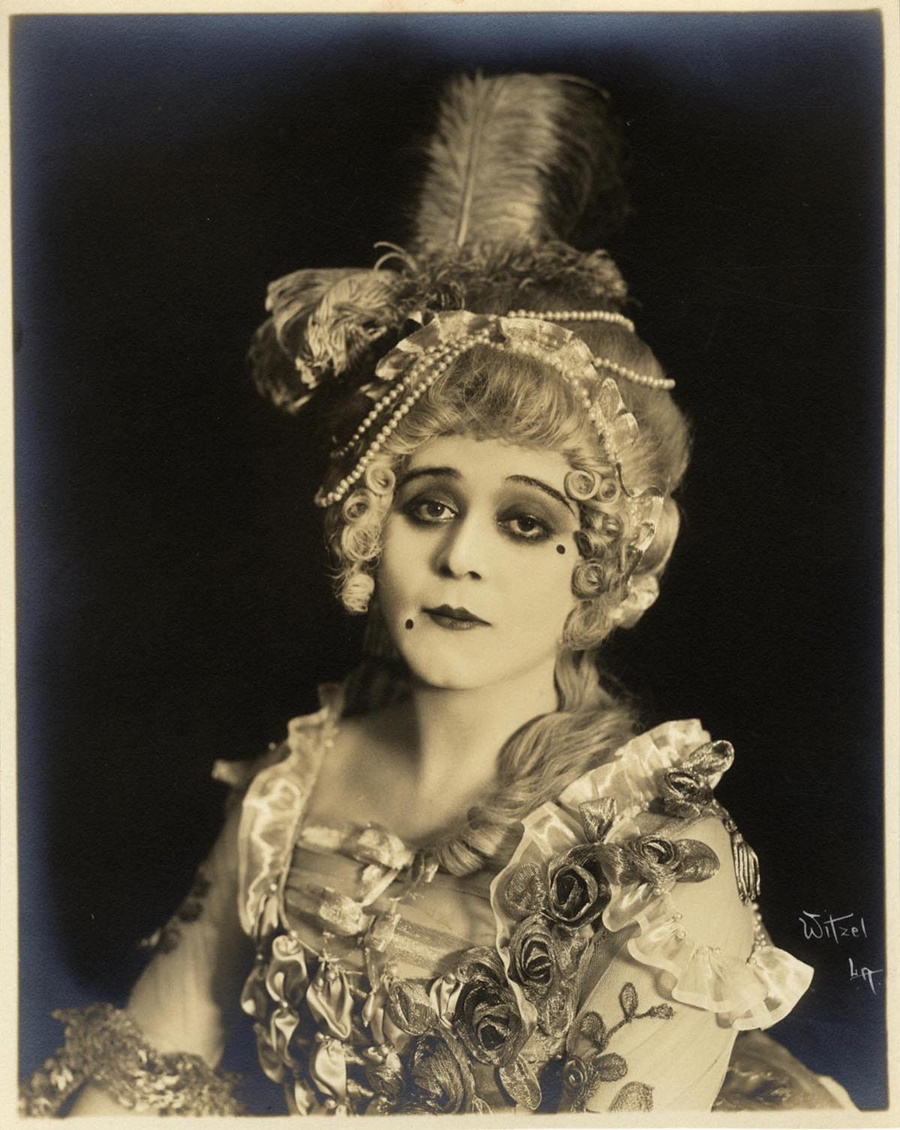
Theda Bara (1917)
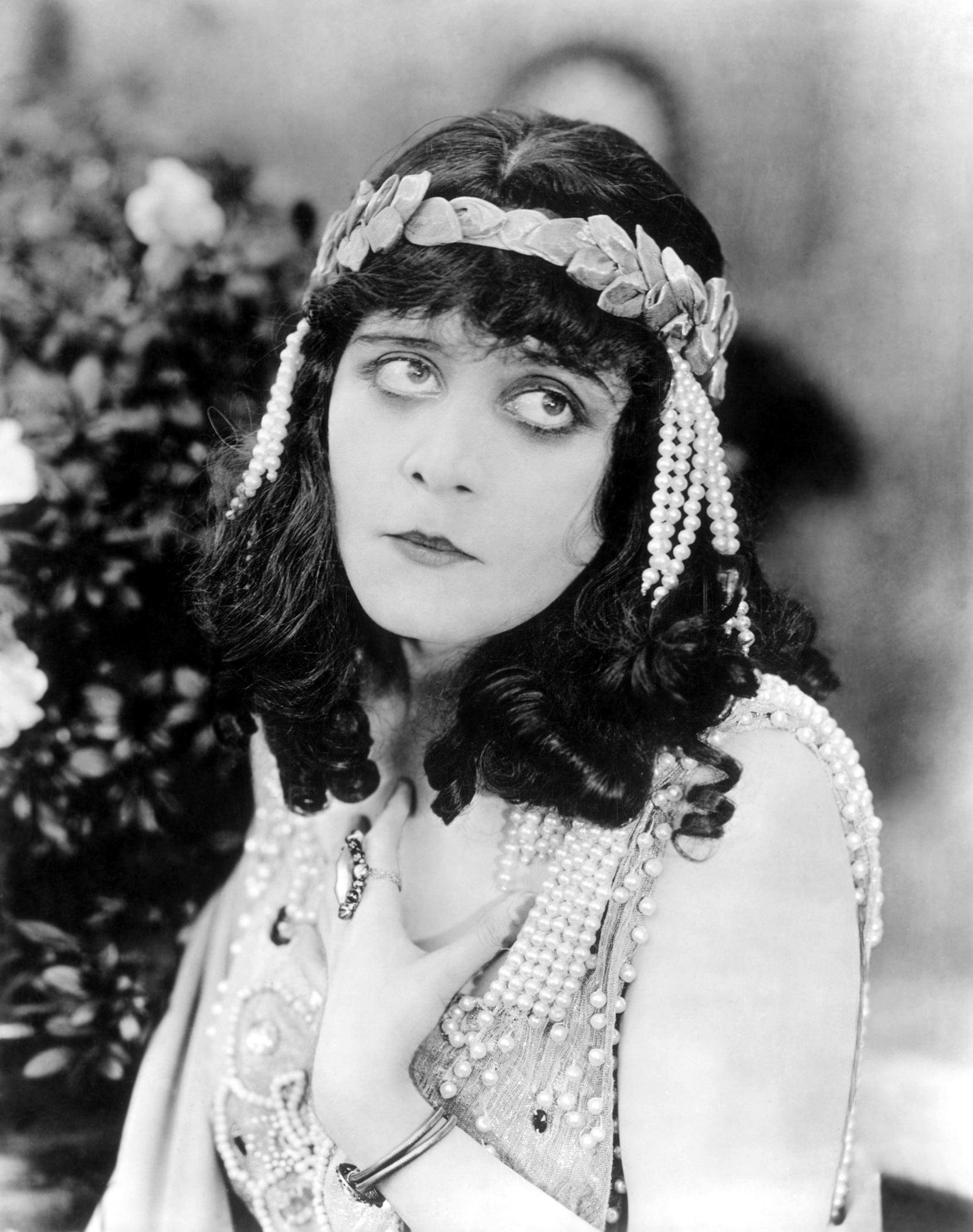
Theda Bara (1918)
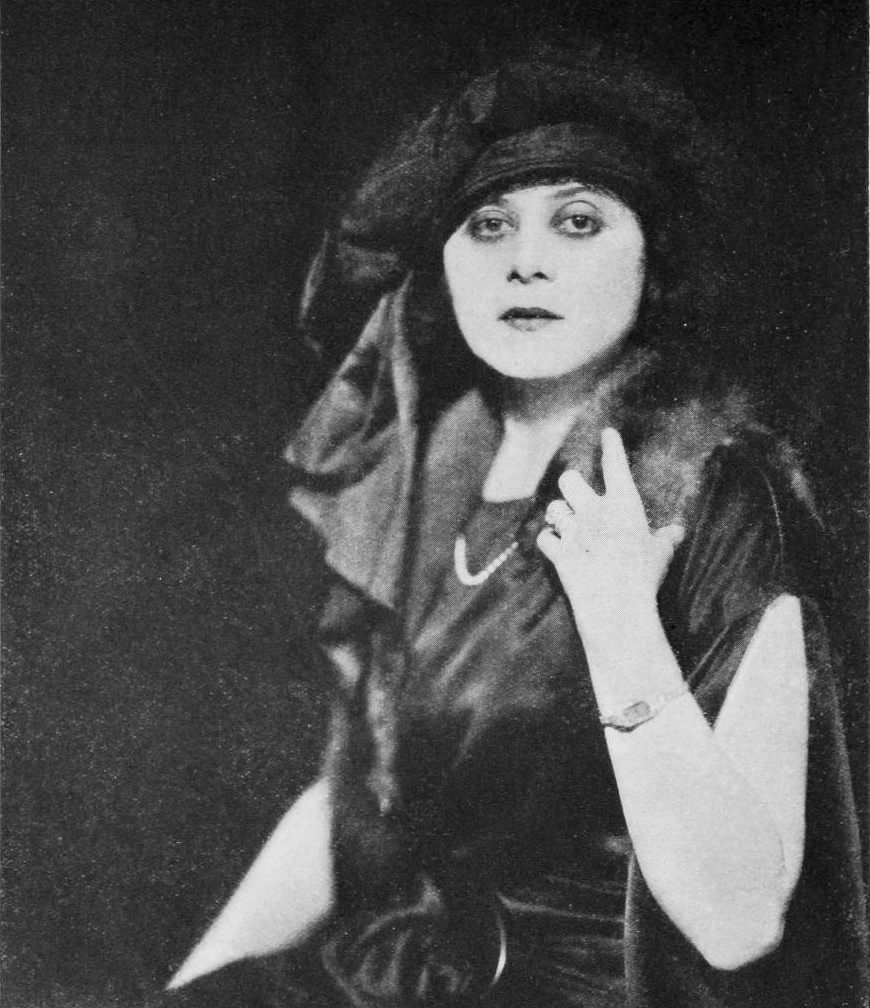
Theda Bara (1923)